# Martin Čech (1976–2007)
Martin Čech (ur. 2 czerwca 1976 w Havlíčkovym Brodzie, zm. 6 września 2007 koło Pardubic) – czeski hokeista, reprezentant Czech. 
Zginął w wypadku samochodowym w drodze powrotnej z treningu w klubie HC Pardubice.

## Kariera klubowa
- HC Zlín (1993–1996)
- Lasselsberger Pilzno (1996–2001)
- JYP (2001–2002)
- Pelicans (2002–2003)
- HC Kladno (2003)
- Pelicans Lahti (2003)
- Mietałłurg Magnitogorsk (2003–2005)
- Sibir Nowosybirsk (2005–2006)
- Saławat Jułajew Ufa (2006)
- HC Pardubice (2006–2007)

## Kariera reprezentacyjna
Martin Čech w reprezentacji Czech rozegrał 31 spotkań.